# Shlomo Shamir
Shlomo Shamir (né le 15 juin 1915 à Berdytchiv dans l'Empire russe et mort le 19 mai 2009 à Tel Aviv-Jaffa) est un général israélien de la guerre de Palestine de 1948.

## Biographie
Shlomo Shamir émigre en Palestine en 1929, où il intègre la milice clandestine juive, la Haganah. De 1936 à 1939, il dirige les commandos de représailles contre les Arabes, qui fomentent des émeutes antijuives. En 1940, il s’enrôle dans l’armée britannique, qu’il quitte en 1946.
En 1948, il commande la 7e brigade de la Haganah, et ouvre la « route birmane » qui permet de faire lever le siège de Jérusalem. Il échoue dans la bataille de Latroun, face à la légion arabe de Jordanie.
En 1949, après avoir refusé le poste de chef d’état-major, il accepte de prendre la tête de la marine israélienne, qu’il constitue. En 1950, il est nommé chef de l’aviation israélienne.

### Sources
- Dépêche de l’agence France-Presse
- Le Monde du 29 mai 2009, p. 25